# USS Toledo (SSN-769)
Pour les autres navires du même nom, voir USS Toledo.
Le USS Toledo (SSN-769) est un sous-marin nucléaire d'attaque américain de classe Los Angeles nommé d'après Toledo dans l'Ohio. Construit au chantier naval Northrop Grumman de Newport News, il a été commissionné le 24 février 1995 et est toujours actuellement en service dans l’United States Navy.

## Histoire du service
Il a notamment participé à l'opération liberté irakienne en 2003 durant laquelle il tira des missiles BGM-109 Tomahawk contre des cibles irakiennes.